# August Erlingmark
Jan August Erlingmark (* 22. April 1998 in Göteborg) ist ein schwedischer Fußballspieler. Der defensive Mittelfeldspieler steht beim schwedischen Erstligisten IFK Göteborg unter Vertrag und ist schwedischer Nationalspieler.

## Karriere

### Verein
August Erlingmark begann seine fußballerische Ausbildung beim Sävedalens IF, von wo es ihn nach zehn Jahren im Januar 2015 in die Jugend des IFK Göteborg zog. Zum Spieljahr 2017 rückte er in die erste Mannschaft des Erstligisten auf. Sein Debüt gab er am 26. Februar 2017 beim 6:0-Pokalsieg gegen den unterklassigen Verein Arameiska/Syrianska Botkyrka IF, als er in der 88. Spielminute für Martin Smedberg eingewechselt wurde. Am 14. März 2018 unterzeichnete er einen langfristigen Vertrag beim IFK Göteborg, Ende Mai 2017 etablierte sich Erlingmark unter Cheftrainer Jörgen Lennartsson in der Startformation. Am 30. Juli (17. Spieltag) erzielte er beim 4:1-Heimsieg gegen den IFK Norrköping sein erstes Ligator. In dieser Saison erzielte er in 19 Ligaspielen drei Tore. In der folgenden Spielzeit 2018 wurde er regelmäßig in der Startformation eingesetzt und absolvierte 21 Ligaspiele, in denen ihm ein Tor und eine Vorlage gelangen. Der defensive Mittelfeldspieler drang in der Saison 2019 endgültig wieder in die Startelf vor, blieb aber in 27 Ligaeinsätzen ohne Torbeteiligung. Im nächsten Spieljahr 2020 übernahm er mehrmals die Kapitänsbinde und absolvierte insgesamt 25 Ligaspiele, in denen er drei Tore und eine Vorlage für sich verbuchen konnte. 2021 kam er in 25 Spielen in der Liga zum Einsatz. Im Januar 2022 verließ er sein Heimatland Schweden und wechselte nach Griechenland zu Atromitos Athen. Von dort kehrte er im Sommer zum IFK Göteborg zurück.

### Nationalmannschaft
Im Oktober 2016 bestritt August Erlingmark zwei Länderspiele für die schwedische U19-Nationalmannschaft. Im Oktober 2017 und Oktober 2018 kam er in vier Spielen der U20 zum Einsatz. Im Oktober und November 2019 spielte er drei Mal für die U21, wobei ihm ein Tor und zwei Vorlagen gelangen.
Am 12. Januar 2020 debütierte Erlingmark beim 1:0-Testspielsieg gegen den Kosovo in der schwedischen A-Nationalmannschaft.

## Persönliches
Erlingmark ist der Sohn des ehemaligen schwedischen Nationalspielers Magnus Erlingmark, der selbst über zehn Jahre für den IFK Göteborg gespielt hat.